# Gattenhofen (Wüstung)
Koordinaten: 50° 12′ N, 8° 35′ O
Gattenhofen ist eine Wüstung am Urselbach, westlich des Bahnhofs von Oberursel (Taunus). Die Siedlung wurde 1250 oder 1260 erstmals urkundlich im Eppsteinischen Lehensregister erwähnt und im 15. oder 16. Jahrhundert nach Oberursel eingemeindet. 1438 wird sie das letzte Mal im Weistum erwähnt. Sie gehörte zum Kirchspiel von Oberursel, die Bewohner genossen kein Stadtrecht. Die Gerichtsbarkeit lag beim Landgericht Eppstein. 1619 war die Siedlung vollständig abgetragen.
Heute erinnern der Straßenname Gattenhöfer Weg und der Flurname Gattenhöfer Loch an die Siedlung.

## Gattenhöfer Mühle
Die Gattenhöfer Mühle war die älteste der Oberurseler Mühlen, errichtet vor 1450 im Auftrag von Eberhard von Eppstein, wobei schon 1351 eine Mühle erwähnt wird. Sie betrieb Ende des 15. Jahrhunderts den ersten Kupferhammer der Stadt. Davor war sie schon eine Walk- und Papiermühle, bis ins 19. Jahrhundert auch eine Mahlmühle. Im Dreißigjährigen Krieg wurde die Mühle zerstört, danach jedoch wieder aufgebaut. Der letzte Betreiber, die Bostik GmbH, einem Hersteller von Kleb- und Dichtungsmassen, schloss das Werk 1993, seitdem liegt das Grundstück größtenteils brach. Auf Teilen des Geländes entstanden Bürogebäude, ein Hotel sowie ein Kindergarten.